# Pachá (discoteca)

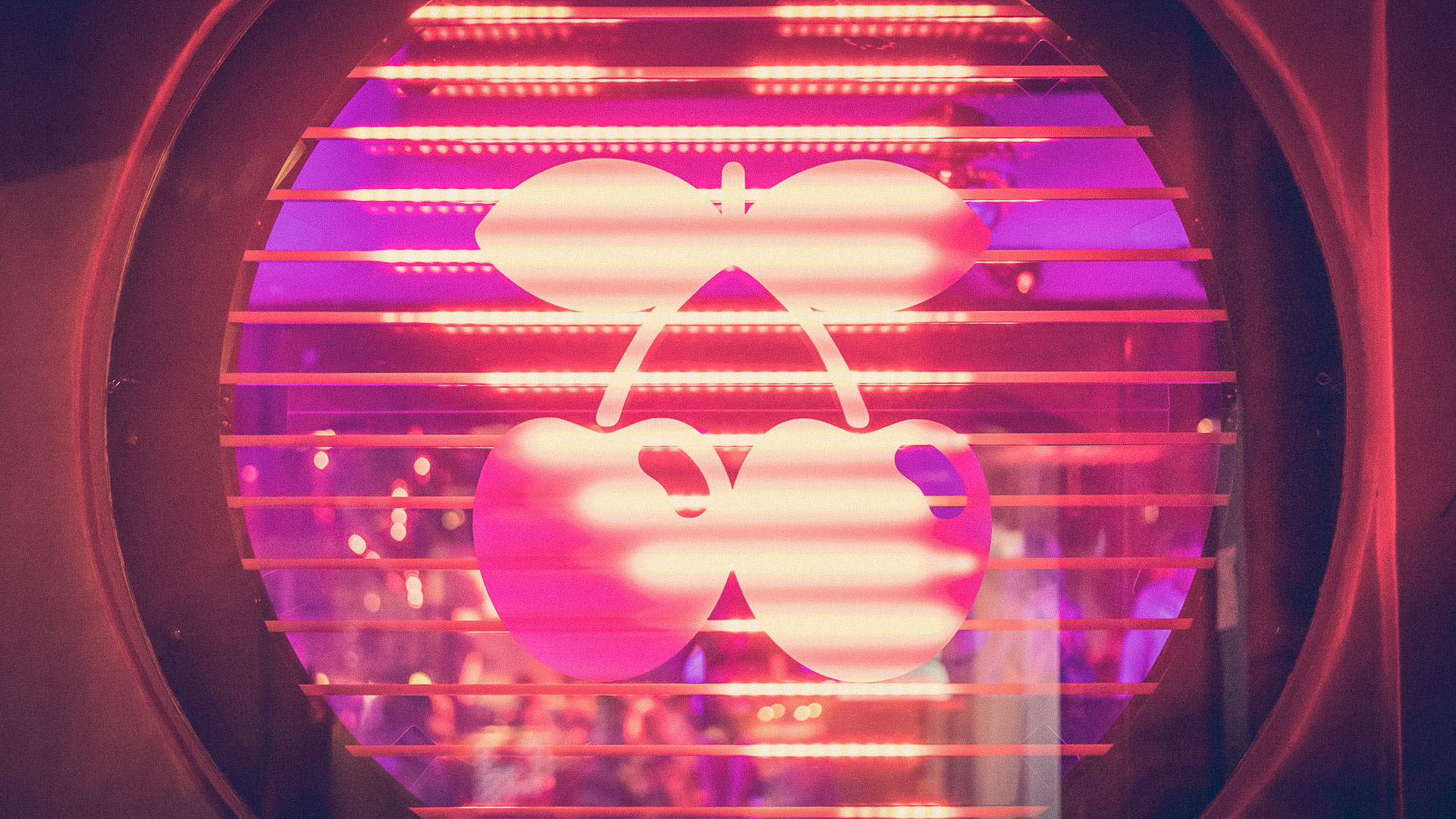
Discoteca Pacha Ibiza en Ibiza (España).

Pachá es la marca fundada por Ricardo Urgell que dio su primer paso en 1967, con la apertura de la primera discoteca en Sitges. Hoy, su sede central y discoteca se encuentran en Ibiza, donde está presente desde el año 1973. En 2017, Grupo Pacha es adquirido por Trilantic Capital Partners y la marca pasa de ser una empresa familiar y bajo un modelo de expansión de franquicia a un grupo de carácter internacional con una amplia proyección de expansión, pero bajo gestión propia.
En la actualidad, el grupo dirige varias líneas de negocio, en la que se ha diversificado e incluye una marca de moda, hoteles, beach clubs y restaurantes en Ibiza, Formentera y Mykonos. Además, el grupo tiene previsto su expansión a otros lugares en los próximos años.

## Historia
La primera discoteca de Pacha se inauguró el 22 de julio de 1967 en Sitges de manos de Ricardo Urgell, que con 28 años abrió el local junto con su hermano para ayudar a su familia. Aunque sus comienzos fueron difíciles, la discoteca consiguió fama y clientela gracias al desarrollo turístico que alcanzó esa zona de la costa mediterránea a finales de los años 1960.
Sin embargo, la marca no obtuvo fama internacional hasta el 15 de junio de 1973, cuando Urgell expandió su negocio a Ibiza. El empresario construyó un local en las afueras de la ciudad que guardaba aspecto de casa de campo ibicenca, y fue el primero de los múltiples clubes nocturnos instalados en la isla. A partir de su presencia en la isla, Pacha adopta sus principales distintivos como su imagen corporativa de cerezas o una especialización en música house y electrónica, logrando contactos y contratos con reputados DJs.
A lo largo de su historia el local ha tenido varias ampliaciones, y funciona como macrodiscoteca desde 1993, cuando su aforo pasó a ser de 3500 personas, con varias salas diferenciadas y fiestas como Ministry of Sound o Fuck Me I'm Famous (David Guetta). Gracias a la fama adquirida, el negocio se ha expandido por otras ciudades españolas, como Lérida,  y dio el salto al extranjero con presencia en Argentina, Brasil (Goiania, São Paulo, Florianópolis), Portugal, Austria, Alemania, Inglaterra, Lituania, Rusia, Egipto, Argelia, Túnez, Marruecos, Estados Unidos (Nueva York), Australia (Sídney), (Macao).
En abril de 2013, por diferencias en la gestión entre el dueño de la firma Pacha y el propietario del antiguo cine Barceló de Madrid, donde se ubicaba la discoteca, se rompe la relación entre ambos, desligando a la franquicia de entretenimiento del icónico edificio racionalista.
Tras unas negociaciones iniciadas en 2016, en el primer trimestre de 2017 la firma Pacha ha sido adquirida, casi en su totalidad, por el fondo de capital riesgo Trilantic Capital Partners. Ricardo Urgell mantiene su presencia como accionista y presidente honorario, pero se nombró a un nuevo CEO.
En la actualidad, el CEO del Grupo Pacha es Sanjay Nandi.